# Brikvævning
Brikvævning er en væveteknik, hvor brikker eller små tavler bruges til at skabe trend og islæt. Både materialerne og værktøjerne er relativt nemme at få fat i, og brikvævning er derfor populær blandt hobbyfolk. De fleste typer brikvævning skaber et smalt bånd som kan bruges til bælter, stropper eller kanter på tøj eller lignende.
Brikvævning er en gammel teknik, der kan dateres tilbage til i hvert fald år 700 f.v.t. under jernalderen i Europa hvor den blev brugt i områder, som også benyttede opstadsvæve. Brikvævede bånd blev brugt til kanter på vævede tekstiler og til at fremstille dekorative bånd til klædedragten.